# 将军衙署站
将军衙署站（蒙古语：ᠵᠠᠩᠵᠤᠨ ᠤ ᠶᠠᠮᠤᠨ）是呼和浩特地铁1号线的地铁车站，位于中华人民共和国内蒙古自治区呼和浩特市新城区西街街道与东街街道交界新华大街与哲理木路交叉口东侧地下，2019年12月29日開通运营。
车站建设时期工程名为鼓楼立交站。

## 车站结构
将军衙署站位于新华大街与哲理木路交叉口东侧，沿新华大街东西向布置，长199米，宽21米，为地下两层岛式车站。
| 地面              | 出入口 | A-C出入口 |
| 地下一层          | 站厅   | 客服中心、自动售票机、验票机                                                                                            |
| 地下二层          | 站台层 | \| \| \| █ 1号线往伊利健康谷（人民会堂） \| \| 島式 · 開左邊车门 \| \| \| \| \| \| █ 1号线往坝堰（机场）（艺术学院） \| |
|                   |        | █ 1号线往伊利健康谷（人民会堂）                                                                                         |
| 島式 · 開左邊车门 |        | |
|                   |        | █ 1号线往坝堰（机场）（艺术学院）                                                                                       |

## 车站出口
将军衙署站共设5个出口，各出口及周围设施如下所示：
| 出口编号                | 照片 | 地点             | 可到达目的地           |
| ----------------------- | ---- | ---------------- | ---------------------- |
| A · 出口                |      | 新华大街（南侧） | 新城区落凤街小学       |
| B · 1 · 出口            |      | 新华大街（南侧） | 劝业场                 |
| B · 2 · 出口            |      | 新华大街（南侧） |                        |
| C · 1 · 出口            |      | 新华大街（北侧） | 中国工商银行内蒙古分行 |
| C · 2 · 出口 · （设有） |      | 新华大街（北侧） | 绥远将军衙署           |
| 图例： 设有             |      |                  |                        |

## 接驳交通

### 公交车
- 中国银行内蒙古分行：3路、27路、29路、82路、88路、K1路、夜间4号线、夜间7号线、东客站夜间专线
- 国航大厦：2路、19路、59路、62路、63路、95路、K4路

## 历史
- 2016年6月25日，车站开工[2]。
- 2019年12月29日，本站随1号线通车一同开通[1]。